# Abe no Sadatō

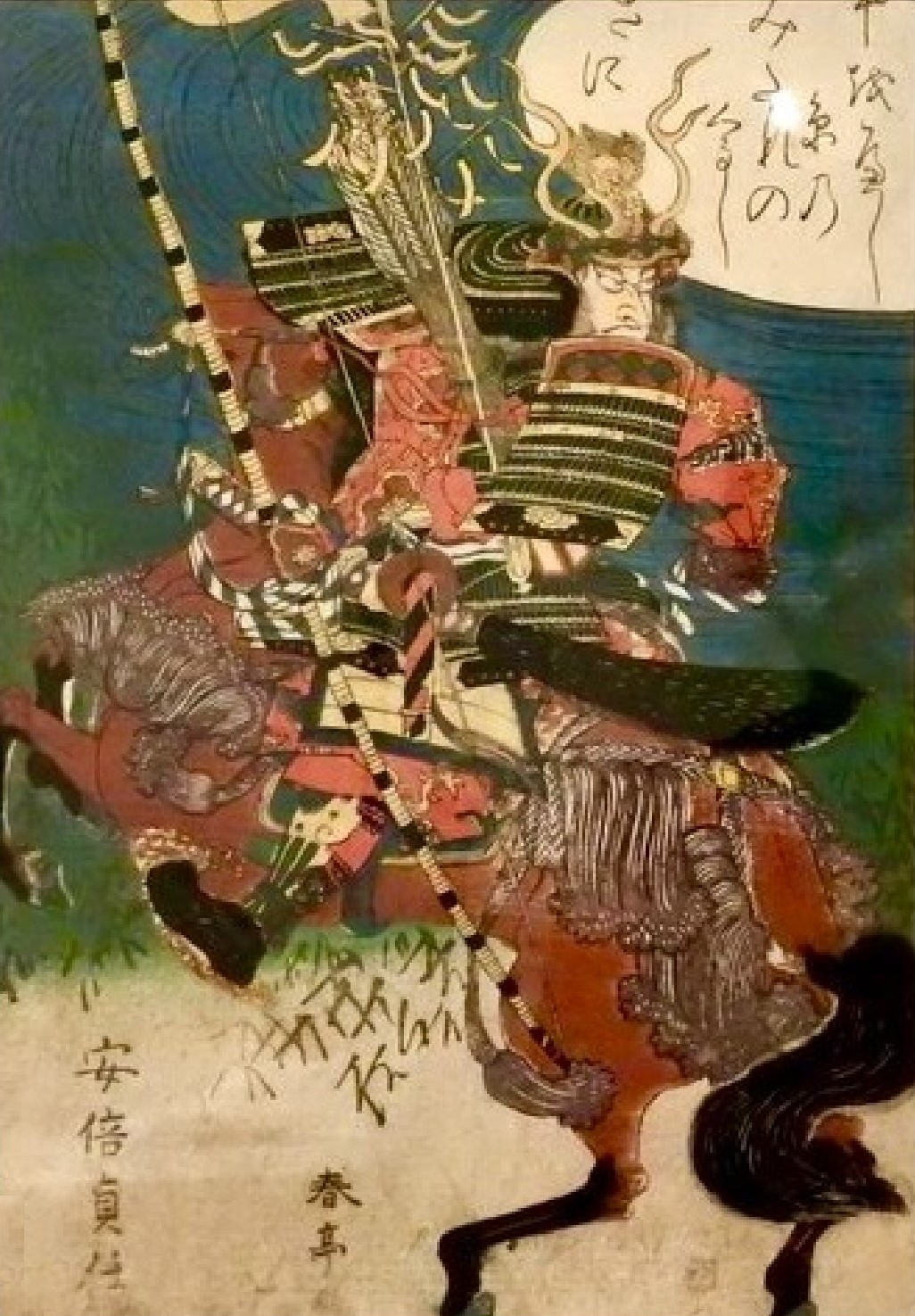
Abe no Sadatō

Abe no Sadatō (japanisch 安倍 貞任; geboren 1019 in Kuriyagawa (Provinz Mutsu); gestorben 22. Oktober 1062 daselbst) war ein japanischer Militärbefehlshaber in der Mitte der Heian-Zeit.

## Leben und Wirken

### Frühe Jahre
Abe no Sadatō, allgemein bekannt als Kuriyagawa Jirō (厨川 二郎), war ein Sohn von Abe no Yoritoki (?–1057). Im Jahr 1051 rebellierten er und sein Vater gegen den kaiserlichen Hof, besiegten die Armee von Mutsu no kami (陸奥守) Fujiwara no Naritō (藤原 登任; 987–?), musste sich dann aber dem Nachfolger Minamoto no Yoriyoshi (源 頼義; 988–1075) unterwerfen. Doch es kam wieder zu einer Auseinandersetzung des Abe-Klans mit Yoriyoshi, als Sadatō beschuldigt wurde, den Sohn des Gouverneurs der Provinz Mutsu nachts angegriffen zu haben.
Der Abe-Klan übte kollektiv die Kontrolle über den Klan aus. Yoritokis Kinder teilten die Kontrolle über die sechs Oku-Distrikte (奥6郡) in Nordjapan, während Sadatō seinen Sitz in der befestigten Anlage Kuriyagawa-saku (厨川柵) im Iwate-Distrikt (岩手郡) hatte. Obwohl Sadatōs Vater Yoritoki 1057 im Kampf getötet wurde, besiegte der Abe-Klan, der unter Sadatō fest vereint war, Yoriyoshis Armee bei der befestigten Anlage Kawasaki-saku (河崎柵). In den nächsten Jahren dehnte der Klan seinen Einfluss auf die inneren Bezirke südlich von Kinugawa aus.

### Spätere Jahre
Yoriyoshi gelang es aber 1062, ein Bündnis mit den Brüdern Kiyohara no Mitsuyori (清原 光頼) und Takenori (清原 武則) zu schließen und den Kampf wieder aufzunehmen. Sadatō verlor sowohl Kinugawa (衣川) als auch Chōkai (鳥海) an diese alliierte Streitmacht und wurde schließlich an seiner Basis Kuriyagawa  besiegt und getötet. Sein Kopf wurde am Tor zum Westlichen Gefängnis (京都西獄, Kyōto Nishigoku) in Kyōto zur Schau gestellt.
Es wird gesagt, dass Sadatō mit 6 Shaku (180 cm) groß gewachsen war und einen Taillenumfang von 7 Shaku 4 Sun (222 cm) besaß. Als Minamoto no Yoshiie in der Schlacht von Kinugawa (wörtlich „Gewand-Fluss“) zu singen begann: „Das Gewand löst sich der Länge nach auf“, soll Sadatō sofort geantwortet haben: „Mit fortschreitenden Jahren wird der Faden dicker“. Yoshiie soll gerührt gewesen sein, und es heißt, er habe absichtlich danebengeschossen, um Sadatō nicht zu treffen.